# L'era glaciale (programma televisivo)
L'era glaciale è stato un programma televisivo italiano di genere talk show, scritto e condotto da Daria Bignardi e trasmesso il venerdì in seconda serata su Rai 2, dal 20 marzo 2009 al 4 dicembre dello stesso anno, per un totale di 24 puntate. La scenografia era di Francesca Montinaro, la regia di Fabio Calvi. Il programma era prodotto da Endemol Italia.

## Il programma
Il gruppo di lavoro era composto da una squadra di autori: Francesca Filiasi (autore storico della Bignardi), Roberta Briguglia, Silvia Galeazzi, Giovanni Robertini, Francesco Caldarola. La redazione giornalistica era invece guidata da Diana Fichera (capo redattore) ed era composta da Federica Pezzali, Laura Sonzogni, Katia Roncoroni, Brunella Bellini, Ivan Carozzi, Silvia Benini. In produzione: Francesca Desideri, Patrizia Riverso, Mauro Valli. Produttore esecutivo Endemol era Stefania Raya, produttore esecutivo Rai era Eraldo Mangano. Il programma si avvaleva anche della collaborazione di Matteo Mangiagalli, Patrizia Clementoni che si occupavano delle ricerche nelle teche Rai, di Valentina Rosti, assistente ai programmi e di Elisabetta Norassi, assistente alla regia.
La forma era quella del talk show, molto simile, nella struttura, a Le Invasioni Barbariche, il programma che la Bignardi aveva condotto per tre anni su LA7. Nel corso di ogni puntata la giornalista intervistava tre o quattro personaggi della politica, della cultura, dello spettacolo e dello sport.

### La chiusura
Il programma venne cancellato dal palinsesto in seguito alla decisione della Bignardi di lasciare la RAI. La conduttrice venne spinta a tale decisione dopo che l'ultima puntata, del 4 dicembre 2009, venne mandata in onda a sua insaputa con notevole ritardo, mentre al suo posto fu trasmesso Paperino. Secondo la Bignardi, tale slittamento (che ufficialmente fu causato da problemi tecnici) fu deciso a causa di alcune allusioni a Silvio Berlusconi e alla P2 che Morgan rilasciò durante la registrazione della puntata incriminata.
Il programma fu rimpiazzato il mese successivo dal talk show L'ultima parola, condotto dal vicedirettore di Rai 2 Gianluigi Paragone.